# Stachowce (sielsowiet Zanarocz)
Stachowce (biał. Стахоўцы; ros. Стаховцы) – dawna osada. Tereny, na których był położony, leżą obecnie na Białorusi, w obwodzie mińskim, w rejonie miadzielskim, w sielsowiecie Zanarocz.

## Historia
W czasach zaborów folwark w gminie Zanarocz, w powiecie święciańskim, w guberni wileńskiej Imperium Rosyjskiego. W 1866 roku liczył 11 mieszkańców w 1 domu, własność Minejków. Był tu wiatrak. W 1905 roku liczył 65 mieszkańców, 888 dziesięcin, własność Minejków.
Po I wojnie światowej pod administracją polską, w Zarządzie Cywilnym Ziem Wschodnich. W latach 1920–1922 w składzie Litwy Środkowej.
Od 11 kwietnia 1922 folwark a następnie osada leżała w Polsce, w województwie wileńskim, w powiecie święciańskim, od 1926 roku w powiecie postawskim, w gminie Kobylnik.
W 1931 osadę w 22 domach zamieszkiwało 126 osób.
W 1938 roku miejscowość należała do gromady Stachowce gminy Kobylnik.

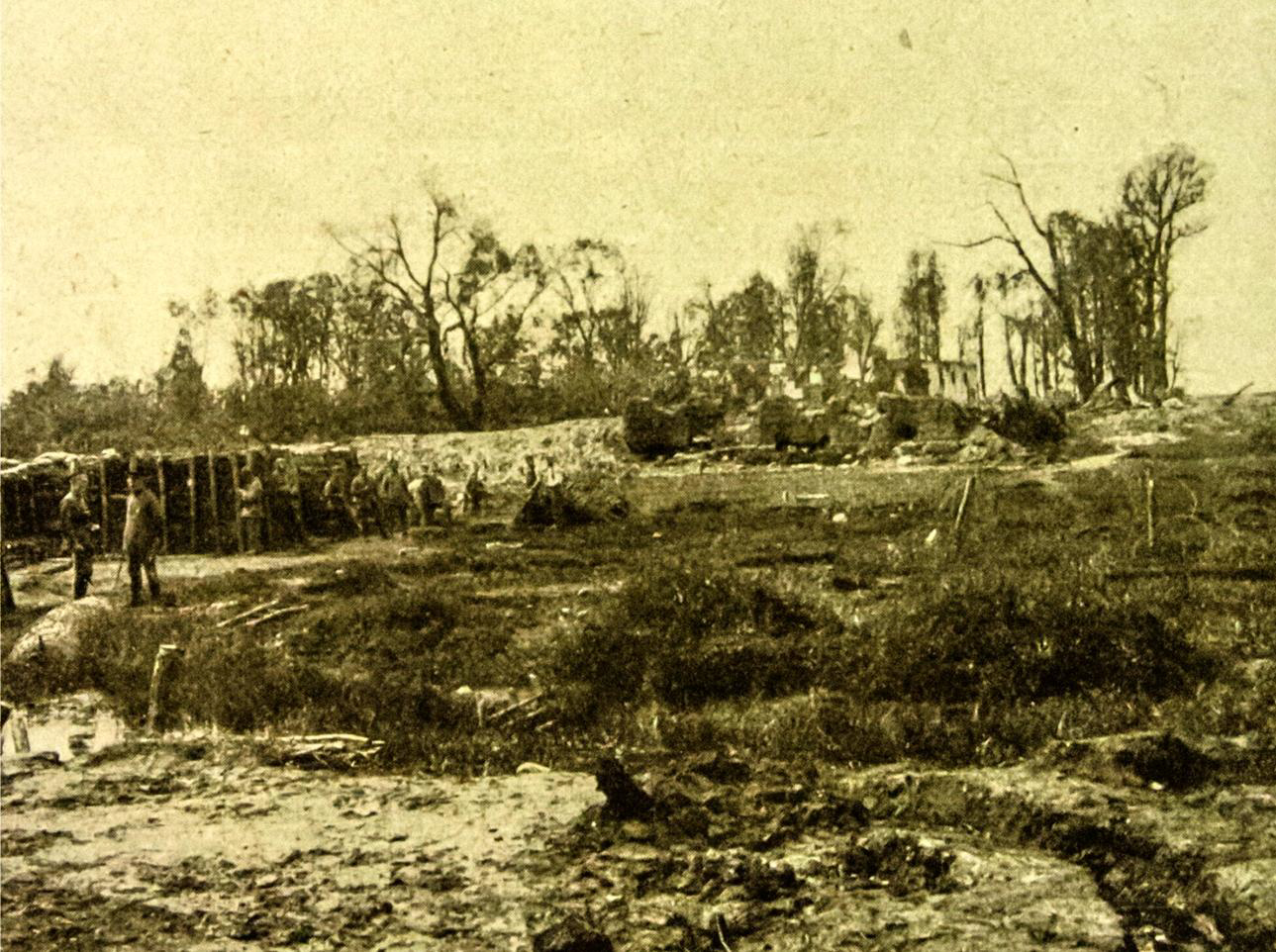
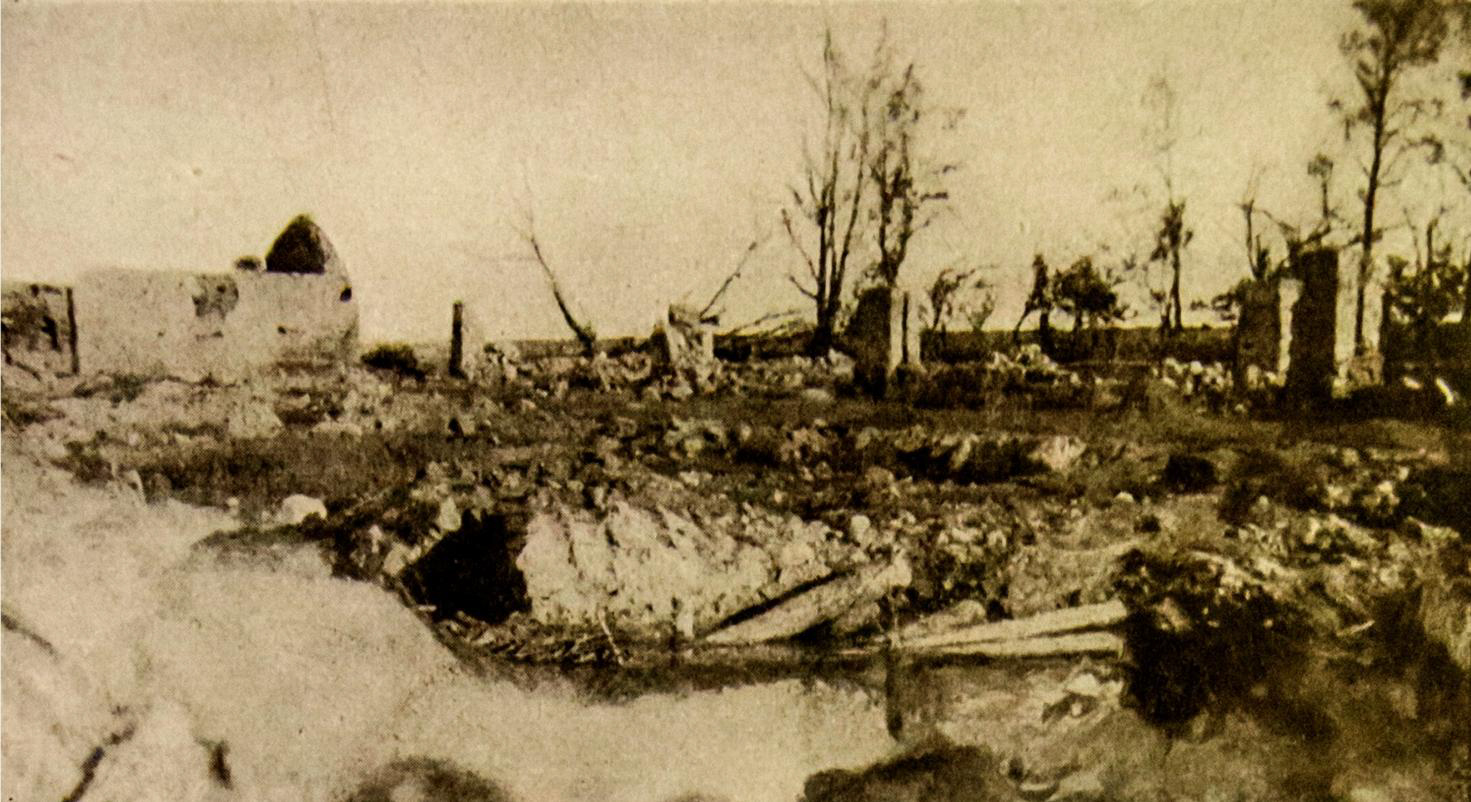
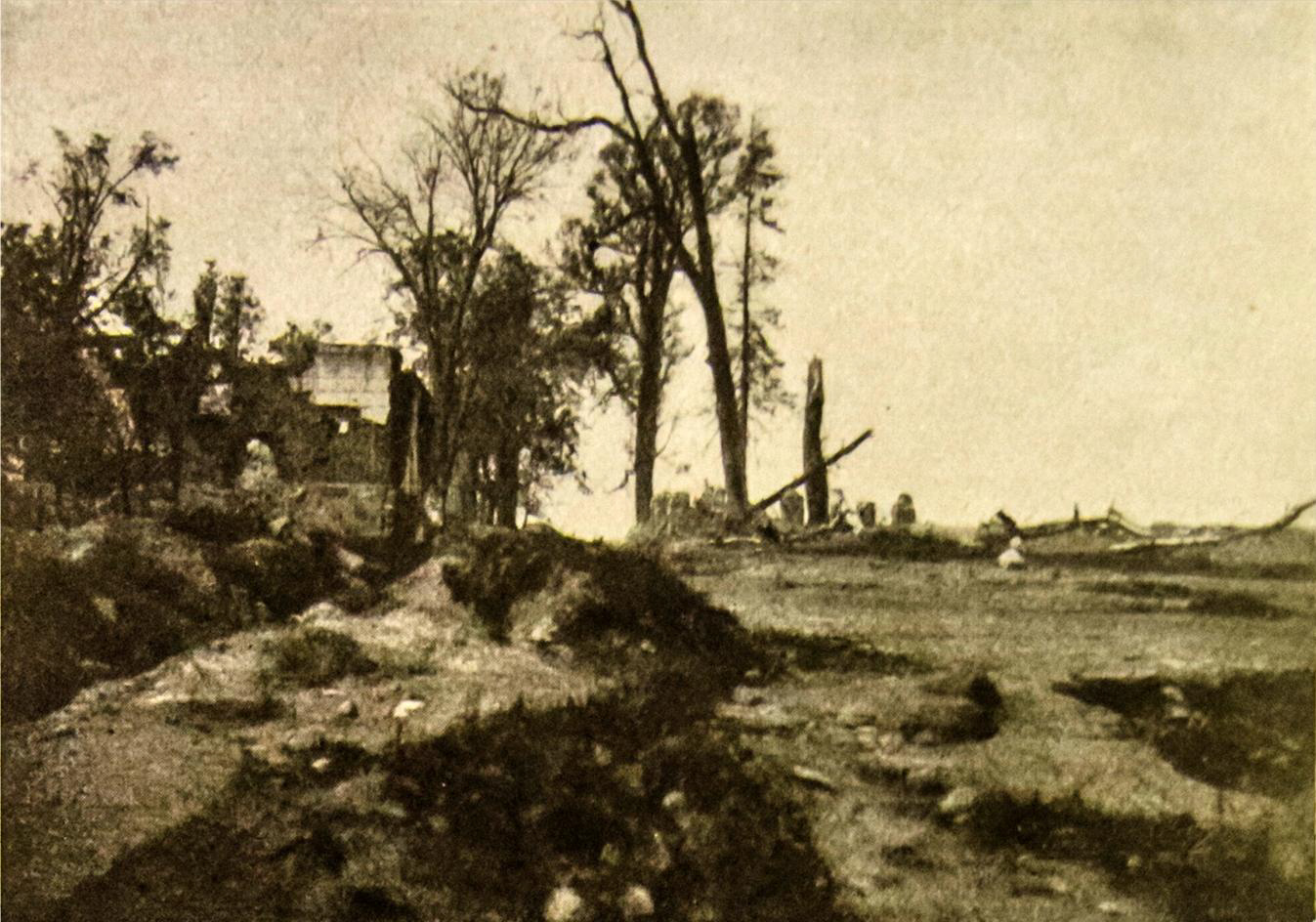
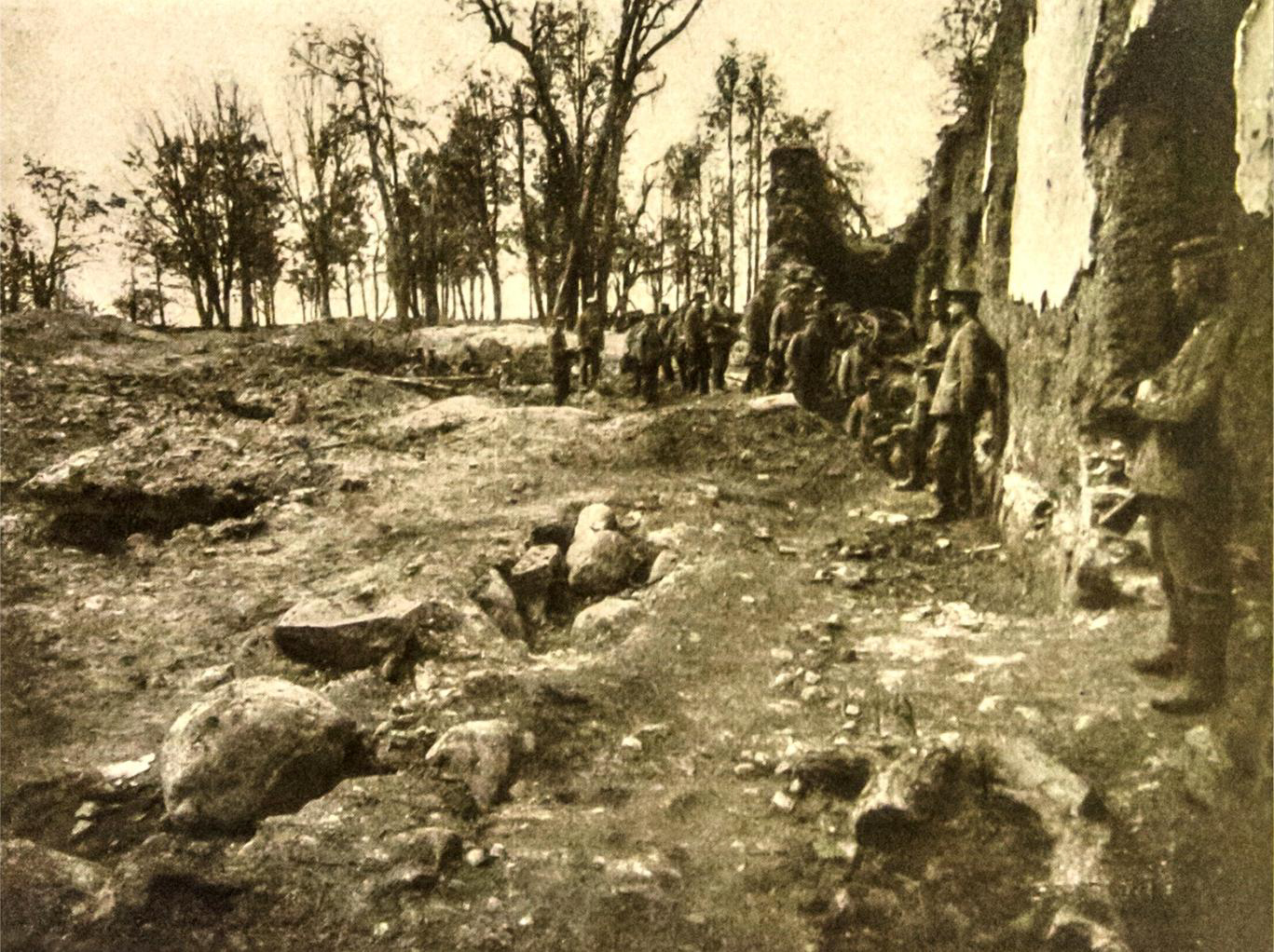